# 张惠来
张惠来（1942年12月—），男，山东荣成人，中华人民共和国政治人物，曾任中共山东省委常委，中共青岛市委书记，第十届全国人大代表。